# Sen Katarzyny II
Sen Katarzyny II – piosenka w konwencji żartu historycznego autorstwa Jacka Kaczmarskiego, powstała w 1978 (album Krzyk). Utwór uzmysławia m.in. skomplikowane niuanse historii Rosji.
Kaczmarski był autorem zarówno słów utworu, jak i muzyki do niego. Obok Rejtana jest to jeden z najlepiej znanych i najpopularniejszych utworów historycznych tego autora.

## Treść
Piosenka w żartobliwym tonie opowiada historię rosyjskiej carycy, Katarzyny II, słynącej z legendarnego popędu seksualnego i dobierania sobie wielu kochanków. Był wśród nich m.in. Stanisław Poniatowski, późniejszy król Polski, co nie pozostało bez wpływu na polską historię, zwłaszcza jej aspekt wschodni. Caryca narzeka w utworze, że mimo dużej liczby kochanków, nie znalazła dotąd idealnego – określa swoich byłych partnerów mianem bladych lowelasów. Odnosząc się do ulubionej przez siebie tematyki polowań stwierdza, że woli łowić zające i jelenie. Szuka mężczyzny zarówno uległego, jak i dominującego, który umiałby się wcielić tak we władcę, jak i w poddanego i dać rosyjskiej imperatorce rozkosz albo ból. Przewrotne jest zakończenie utworu, w którym caryca stwierdza, że gdyby jednak takiego kochanka kiedyś znalazła, to kazałaby go ściąć. Kaczmarski ukazał więc Katarzynę II nie jako imperatorkę, ale jako kobietę-modliszkę, pożerającą swoich partnerów seksualnych.

## Powstanie utworu
Utwór powstał w okresie fascynacji Jacka Kaczmarskiego piosenkarką studencką Marią Wiernikowską, późniejszą dziennikarką. Sen Katarzyny II i Kasandra przeznaczone były do wykonania przez nią, jednak Wiernikowska je odrzuciła. W związku z tym Kaczmarski włączył utwory do własnego repertuaru.
Wpływ na powstanie piosenki mogły mieć wcześniejsze zainteresowania Kaczmarskiego epoką stanisławowską i praca magisterska pisana przez niego w latach 1977–1978 pod kierunkiem Zdzisława Libery, poświęcona osobie króla Stanisława Augusta Poniatowskiego.